# 林真輝
林 真輝（はやし まさき、1981年2月14日 - ）は、愛知県出身の元プロ野球選手（内野手）。

## 経歴
中京大学附属中京高等学校2年時の1997年に第69回選抜高等学校野球大会に出場、3番打者として準優勝に貢献。
立命館大学に進学し、4年生時には当時のシーズン最多安打記録を達成する。その後、社会人野球の東海理化で活躍。
2005年に四国アイランドリーグ・愛媛マンダリンパイレーツに入団。
入団1年目は首位打者を獲得する。この年に記録した107安打は、2009年に高知ファイティングドッグスのフランシスコ・カラバイヨが更新するまでリーグ記録だった。
入団2年目の2006年はチームの2代目キャプテンを務め、打点王を獲得した。
翌2007年からは高知ファイティングドッグスへ移籍、登録名を「マサキ」に変更した。
2008年、登録名を「真輝」に変更し、外野手に戻ってスタートしたが、一塁手での出場が多くなり、一塁手でリーグのベストナインに選ばれる。このシーズンはチームのキャプテンも務めた。シーズン終了後に退団し、愛知県のクラブチームであるエイデン愛工大OBブリッツに移籍した。林がプロ野球ドラフト会議で指名を受けられなかった点について、高知でチームメイトでもあった梶田宙（コメント当時は高知球団社長）は「あの頃はリーグができて間もなくでしたから、アイランドリーグの認知度がなかったこともあるでしょう。いまから思うと、もったいないですね」と2015年に述べている。
2009年シーズン中から松山リトルシニアコーチ。
2025年2月6日、学生野球資格回復研修受講に伴い、同資格を回復した。

## 詳細情報

### 年度別打撃成績
| 年度  | 球団  | 試 合 | 打 数 | 得 点 | 安 打 | 二 塁 打 | 三 塁 打 | 本 塁 打 | 打 点 | 盗 塁 | 犠 打 | 犠 飛 | 四 球 | 死 球 | 三 振 | 併 殺 打 | 打 率 |
| ----- | ----- | ----- | ----- | ----- | ----- | -------- | -------- | -------- | ----- | ----- | ----- | ----- | ----- | ----- | ----- | -------- | ----- |
| 2005  | 愛媛  | 89    | 332   | 46    | 107   | 17       | 2        | 2        | 30    | 9     | 0     | 3     | 23    | 5     | 30    | -        | .322  |
| 2006  | 愛媛  | 90    | 332   | 41    | 99    | 21       | 0        | 8        | 56    | 9     | 0     | 3     | 36    | 2     | 40    | -        | .298  |
| 2007  | 高知  | 81    | 279   | 39    | 78    | 19       | 2        | 3        | 38    | 8     | 0     | 1     | 38    | 3     | 32    | -        | .280  |
| 2008  | 高知  | 80    | 277   | 33    | 81    | 17       | 2        | 2        | 38    | 10    | 0     | 5     | 37    | 3     | 32    | -        | .292  |
| Total | Total | 340   | 1220  | 159   | 365   | 74       | 6        | 15       | 162   | 36    | 0     | 12    | 134   | 13    | 134   | -        | .299  |

各年度の太字はリーグ最高

### タイトル
- 首位打者1回：2005年
- 打点王1回：2006年

### 表彰
- ベストナイン3回：三塁手（2005年、2006年）、一塁手（2008年）

### 背番号
- 3 （2005年 - 2006年）
- 14 （2007年 - 2008年）

### 登録名
- 林 真輝（2005年 - 2006年）
- マサキ（2007年）
- 真輝（2008年）